# 서동현 (배우)
서동현(2003년 5월 3일~)은 대한민국의 배우이자 모델이다.

## 학력
- 서울서신초등학교 (졸업)
- 상신중학교 (졸업)
- 충암고등학교 (졸업)
- 중앙대학교 공연창작학부 연극전공 (재학)

## 출연작

### 드라마
- 2010년 KBS1 주말드라마 《전우》 - 용수 역
- 2010년 KBS1 주말드라마 《근초고왕》 - 어린 부여몽 역 (김도현 아역)
- 2011년 KBS2 아침드라마 《두근두근 달콤》 - 준이 역
- 2011년 JTBC 수목드라마 《발효가족》 - 어린 오해준 역 (김영훈 아역)
- 2012년 MBC 주말드라마 《닥터 진》 - 어린 김경탁 역 (김재중 아역)
- 2012년 채널A 수목드라마 《판다양과 고슴도치》 - 어린 고승지 역 (동해 아역)
- 2013년 KBS2 수목드라마 《천명: 조선판 도망자 이야기》 - 경원대군 역
- 2013년 tvN 일일시트콤 《감자별 2013QR3》 - 어린 노민혁 역 (고경표 아역)
- 2013년 MBC 아침드라마 《내 손을 잡아》 - 어린 한준영 역 (노영학 아역)
- 2014년 tvN 월화드라마 《고교처세왕》 - 어린 이민석 역 (서인국 아역)
- 2014년 KBS2 수목드라마 《조선 총잡이》 - 어린 박윤강 역 (이준기 아역)
- 2014년 KBS2 수목드라마 《왕의 얼굴》 - 어린 광해군 역 (서인국 아역)
- 2014년 SBS 일일드라마 《달려라 장미》 - 어린 황태자 역 (고주원 아역)
- 2015년 KBS2 월화드라마 《후아유 - 학교 2015》 - 시우 역
- 2015년 SBS 주말드라마 《애인 있어요》 - 백현 역
- 2016년 MBC 주말드라마 《불어라 미풍아》 - 어린 이장수 역 (장세현 아역)
- 2016년 KBS2 월화드라마 《우리집에 사는 남자》 - 어린 고난길 역 (김영광 아역)
- 2018년 KBS2 월화드라마 《우리가 만난 기적》 - 송강호 역
- 2018년 SBS 월화드라마 《여우각시별》 - 폭발물 협박범 역
- 2019년 JTBC 월화드라마 《아름다운 세상》 - 오준석 역
- 2019년 JTBC 금토드라마 《초콜릿》 - 어린 이준 역 (장승조 아역)
- 2019년 KBS2 단막극 《KBS 드라마 스페셜 - 히든》 - 김건 역
- 2021년 KBS2 월화드라마 《달이 뜨는 강》 - 어린 온달 역 (나인우 아역)
- 2021년 tvN 수목드라마 《마우스》 - 어린 고무치 역 (이희준 아역)
- 2022년 MBC 《지금부터, 쇼타임!》 - 어린 차차웅 역 (박해진 아역)
- 2023년 웹드라마 《그래, 그랬구나》 - 정현규 역
- 2023년 웹드라마 《밤이 되었습니다》 - 박우람 역
- 2025년 TVN 토일드라마 《서초동》- 최윤수 역

### 영화
- 《하모니》 (2010년) - 단역(아이)
- 《더 테너 리리코 스핀토》 (2014년) - 배재철 아역
- 《강령: 귀신놀이》 (2025) - 문기호 역

### 광고
- 대한주택공사
- 현대카드
- 보건복지부 암예방공익광고
- 투니버스
- 제이씨비
- 제로페이
- 보걱복지부 금연공익광고

### 예능
- 《보이즈 앤 걸즈》 - (2016년) 투니버스
- 《스트레스 제로구역 날려버려》 - (2017년) 투니버스

## 수상 및 후보
| 연도 | 시상식       | 부문              | 작품             | 결과 |
| ---- | ------------ | ----------------- | ---------------- | ---- |
| 2018 | KBS 연기대상 | 남자 청소년연기상 | 우리가 만난 기적 | 후보 |